# Joan Burton
Joan Burton (Stoneybatter, 1º febbraio 1949) è una politica irlandese.